# مارلون
مارلون هو لاعب كرة قدم برازيلي في مركز الوسط، ولد في 29 أبريل 1995 في ريو دي جانيرو في البرازيل. لعب مع تولسا روناكس.

## وصلات خارجية
- مارلون على موقع قاعدة بيانات كرة القدم.إي يو (الإنجليزية)
- مارلون على موقع Soccerway.com (الإنجليزية)